# کوتلا (لهستان)
کوتلا (به لهستانی:  Kotla) یک روستا در لهستان است که در گمینا کوتلا واقع شده‌است.
 کوتلا  ۱٬۴۰۰ نفر جمعیت دارد.